# Aegerten
Aegerten es una comuna suiza del cantón de Berna, situada en el distrito administrativo de Biel/Bienne. Limita al noroeste con la comuna de Brügg, al noreste con Schwadernau, al sureste con Studen, al sur con Jens, y al suroeste con Port.
Situada en el distrito de Nidau hasta su desaparición el 31 de diciembre de 2009.

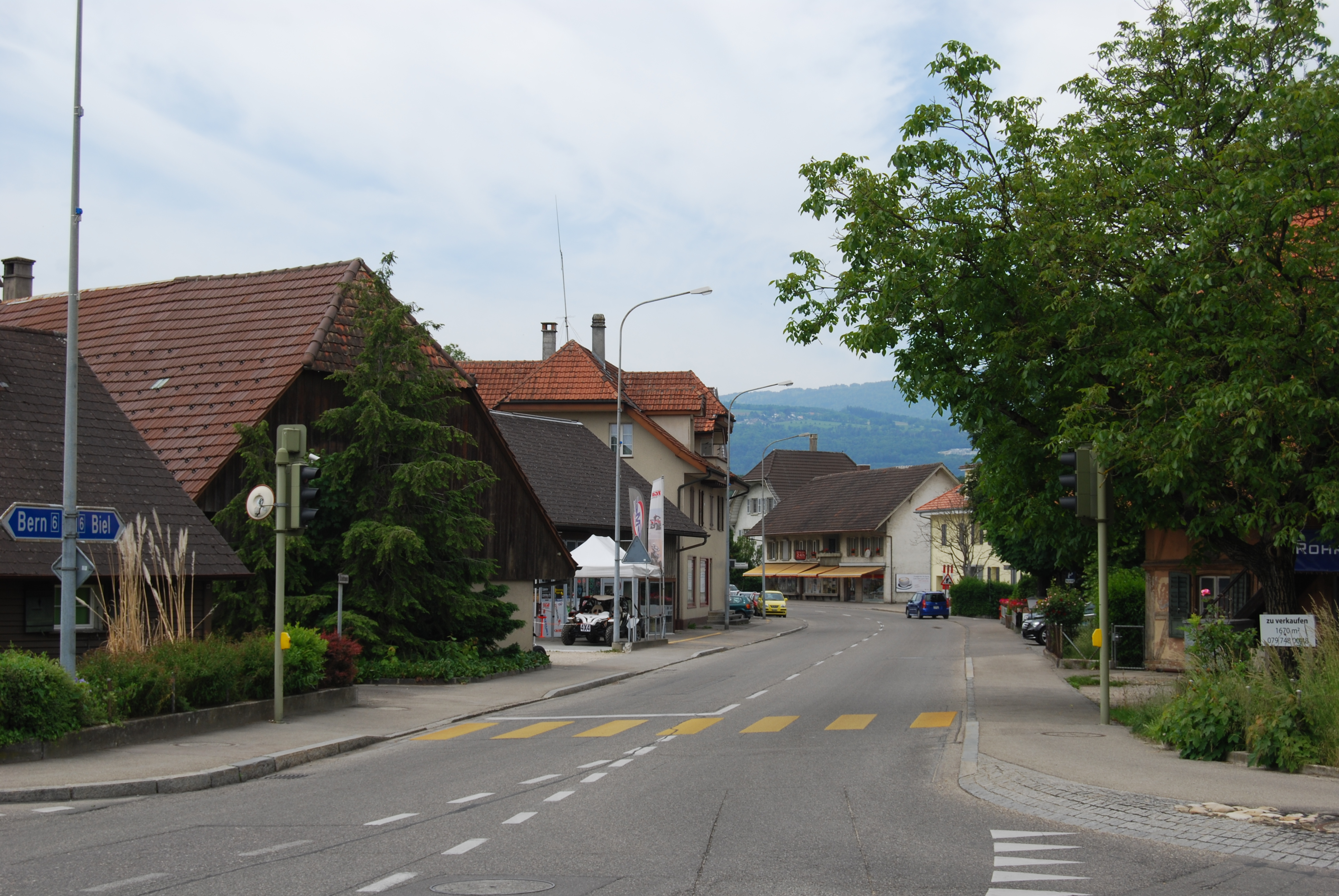
Aegerten